# Мартіна Моравчікова
Мартіна Моравчікова (чеськ. Martina Moravčíková, 13 серпня 1988) — чеська плавчиня.
Учасниця Олімпійських Ігор 2012, 2016 років.